# Чобану, Штефан
Штефа́н Чоба́ну (рум. Ștefan Ciobanu, до 1917 года — Стефа́н Никола́евич Чоба́н; 11 (23) ноября 1883, Талмаза, Аккерманский уезд, Бессарабская губерния, Российская империя — 28 февраля 1950, Бухарест, Румыния) — бессарабский и румынский историк, политический и государственный деятель, педагог, профессор, академик, вице-президент Румынской академии (1944—1948).

## Биография

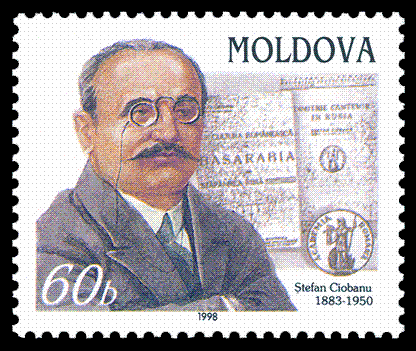
Марка Молдавии, посвященная Штефану Чобану. 1998 г.

Родился в семье крестьян Натальи Алексеевны и Николая Ивановича Чобана. В 1907—1911 годах обучался на отделении славистики филологического факультета Императорского университета Святого Владимира в Киеве. Ученик В. Н. Перетца.
Стажировался в Санкт-Петербурге и Москве. Проводил исследование документов по истории румынской литературы и культуры в архивах Российской империи. В 1912—1914 годах учительствовал в одной из школ Житомира.
В 1917 году Стефан Чобану вернулся в Бессарабию, где работал учителем в Болграде.
На волне революционных событий был избран в Государственный совет и Руководящий комитет Парламента Бессарабии, где, благодаря своему образованию, был назначен Министром образования в первом правительстве Молдавской демократической республики П. В. Ерхана (1917—1918), затем — Д. Чугуряну и П. Казаку (1918), министром по делам религии и искусства в правительстве Г. Тэтэреску (1940). Сторонник введения румынского языка в школах Бессарабии.
В 1926—1938 годах Стефан Чобану занимал должность профессора на кафедре румынской истории литературы, читал лекции в Кишиневском и Бухарестском университетах.
С 1918 года — действительный член Румынской академии и её вице-президент в 1944—1948 годах. С 1919 — член департамента исторических памятников Бессарабии, с 1927 — его председатель.

## Творчество
Автор ряда работ, посвящённых старорумынской литературе, культуре, истории и демографии Бессарабии. Его ранние работы появились в 1912 году в Москве, Санкт-Петербурге, Варшаве и Киеве, затем — провёл многочисленные исследования в области истории румынской литературы. Главные публикации ценных литературных документов «Исследования древней румынской литературы», были опубликованы им в сборнике Румынской академии в 1947 году.

## Избранные труды
- La continuité roumaine dans La Bessarabie, annexée en 1812 par la Russie. Bull. de la Section Historique de l’Academie Roumaine, nr. 1/1920
- Cultura românească în Basarabia sub stăpânirea rusă. Chișinău, 1923
- Biserici vechi din Basarabia. Din bibliotecile rusești. Anuarul Comisiei Monumentelor istorice. Secția Basarabia. Chișinău, 1924
- Chișinăul (monografie). Chișinău, 1925
- Dimitrie Cantemir în Rusia, Cultura Naţională, Bucuresti, 1925
- Basarabia. Monografie sub îngrijirea lui Ștefan Ciobanu. Chișinău, 1926
- Cetatea Tighina// Anuarul Comisiunii monumentelor istorice. Secția Basarabia. Chișinău, 1928
- Documente din Basarabia (În colaborare cu P. Visarion, Șt. Berechet; C. Tomescu, L.T. Boga), vol.1 −2, Chișinău, 1928 −1938
- Unirea Basarabiei. Studiu și documente cu privire la mișcarea națională din Basarabia la anii 1917—1918. București, 1929
- Mânăstirea Țigănești. Chișinău, 1931
- Din istoria mișcării naționale în Basarabia. Chișinău, 1933
- Din legăturile culturale romano-ucrainene: Ioannichie Galeatovschi si literatura româneasca veche, Imprimeria Naţională, Bucuresti,1938
- Inceputurile Scrisului in Limba Romaneasca, Imprimeria Nationala, Bucuresti, 1941
- Introducere in Istoria Literaturii Române vechi: Orientari Metodologice, Casa Scoalelor, 1944
- La Bessarabie. Sa population, sont passé, sa culture. Bucharest, 1941; Ed. rom.: Basarabia. Populația, istoria, cultura. Chișinău, Ed. Știința, 1992
- Un document inedit din timurile lui Ștefan cel Mare. Revista Istorică Română, vol. XIY, fasc. I, 1944
- Domnitorul Moldovei Petru Rareș în literatura rusă veche. Revista istorică Română, vol. XIY, fasc. III, 1945
- Istoria Literaturii Române Vechi, Imprimeria Nationala, Bucuresti, 1947; Editura Eminescu, Bucuresti, 1989, ISBN 973-22-0018-9